# モルグ街の殺人 (1932年の映画)
『モルグ街の殺人』（モルグがいのさつじん、Murders in the Rue Morgue）は、1932年に公開されたアメリカ合衆国のホラー映画。エドガー・アラン・ポーの短編小説『モルグ街の殺人』が原作。『魔人ドラキュラ』でドラキュラ伯爵を演じたベラ・ルゴシが本作ではマッドサイエンティストを演じている。
『フランケンシュタイン』（1931年）の企画から外されたルゴシとロバート・フローリーへの補償として製作されたもの。低予算で製作されるはずだったが、『フランケンシュタイン』の成功により予算を増額、1931年12月には撮り直しと追加撮影が行われた。しかし公開してみると興行は失敗、演技と物語の展開について厳しい批判を受けた。

## あらすじ
1845年、パリ。医学生ピエール・デュパンは恋人カミーユ、友人ポールらと見世物小屋に行く。出し物は、ミラクル博士と猿人エリック。ミラクル博士は進化論を発展させて、猿と人間の雑種動物の創造を目指していた。
ミラクル博士はそのために売春婦を誘拐、猿の血液を人間の静脈に注射して適性を調べていた。しかし、ことごとく実験は失敗。死んだ売春婦の死体は川に投棄した。
ピエールは死体安置所（モルグ）で彼女らを検死。ミラクル博士の仕業とつきとめる。
ミラクル博士は猿人が興味を示したカミーユに注目。人間には侵入不可能な密室状態の部屋に猿人を送り込み、カミーユを誘拐する。
ピエールは警察とともにミラクル博士の元に向かう。猿人はミラクル博士を絞め殺すと、カミーユを抱いて高い屋根の上を逃走。しかし、ピエールに撃たれ、川に墜落死する。
ラスト、死体安置所にミラクル博士の死体が運び込まれる。

## キャスト
※括弧内は日本語吹替（初回放送1968年9月26日『木曜洋画劇場』）
- ミラクル博士：ベラ・ルゴシ
- カミーユ・レスパエ：シドニー・フォックス
- ピエール・デュパン：レオン・エイムズ
- ポール：バート・ローチ（英語版）
- レスパエ夫人：ベティー・ロス・クラーク（英語版）
- 警視総監：ブランドン・ハースト
- 死体安置所所長：ダーシー・コリガン
- ヤノス：ノーブル・ジョンソン（英語版）
- 売春婦：アルレーン・フランシス
- 猿人エリック：チャールズ・ゲモラ[6]

## ギャラリー

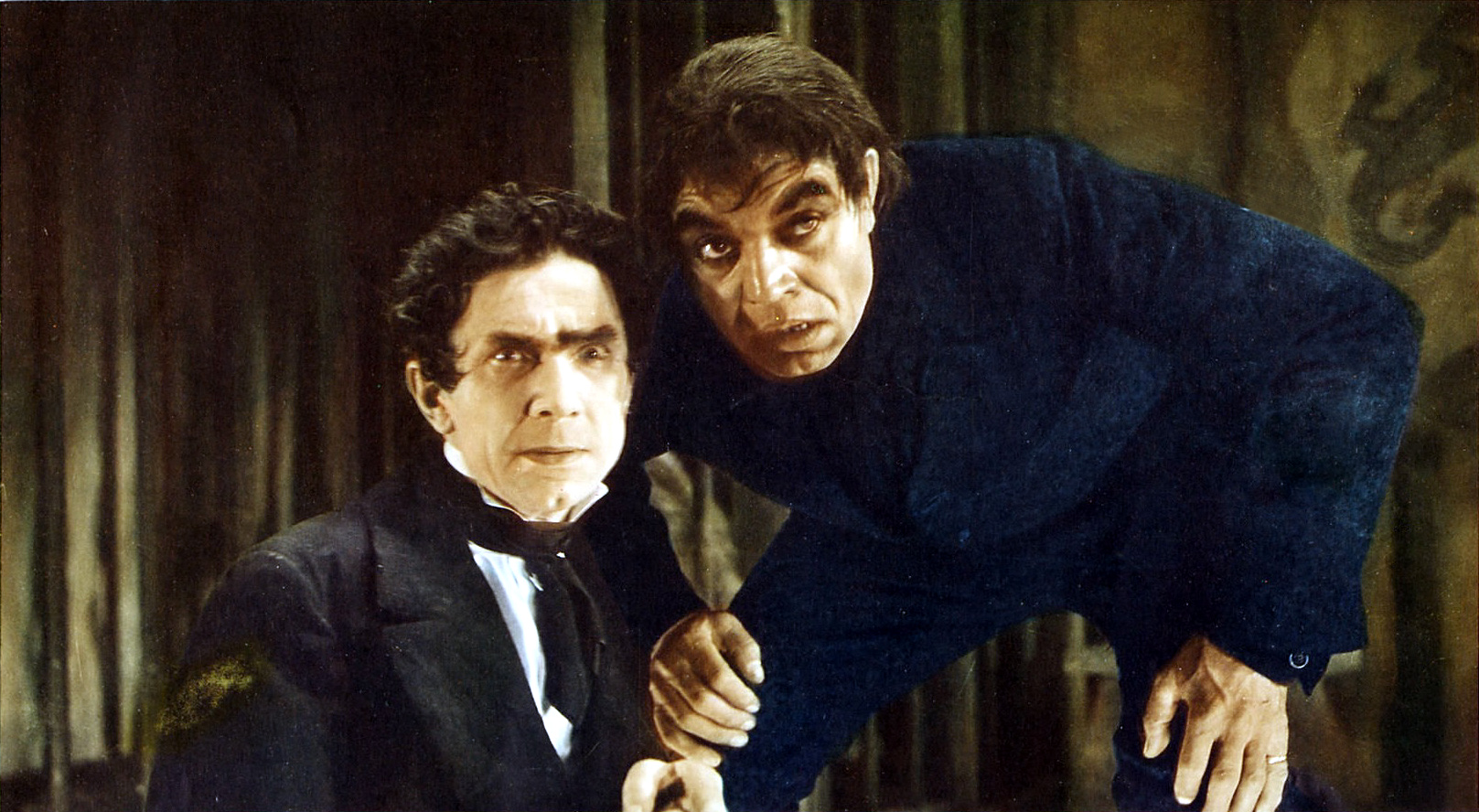
ミラクル博士(左)とヤノス
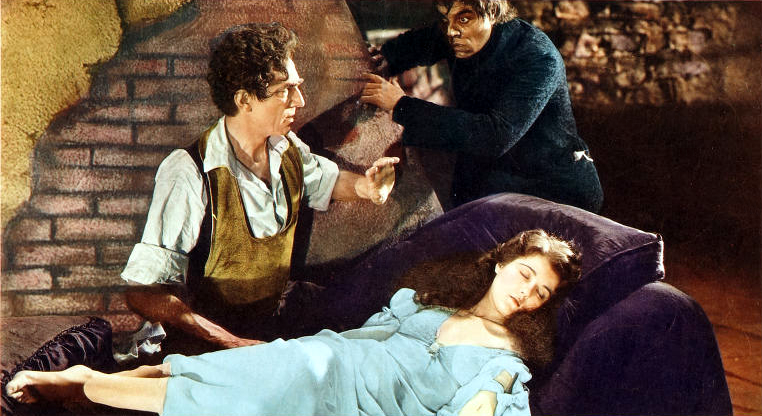
手前はカミーユ、後ろは左からミラクル博士とヤノス
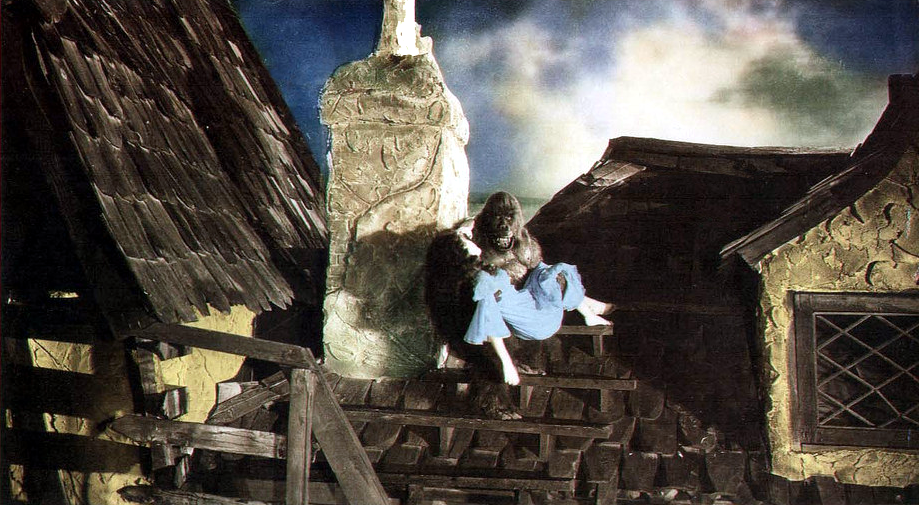
カミーユを抱いて逃げる猿人

## 制作
1931年の早い時期、『魔人ドラキュラ』が封切られ、『フランケンシュタイン』の制作準備中、ユニバーサル・ピクチャーズは小説『モルグ街の殺人』の映画化を思いついた。4月までにストーリーは改変され、主演にベラ・ルゴシ、監督に『魔人ドラキュラ スペイン語版 』のジョージ・メルフォードが決定。ヒロインのカミーユ役にはベティ・デイヴィスも候補に上がりテストも受けたが、 カール・レムリ・Jrからセックスアピールに欠けるという理由で退けられた。
監督はロバート・フローリーに変更（上記ベティ・デイヴィスを推したのはこのフローリー）。予算は当初の130,000ドルから90,000ドルに減額された。クラインクインは10月19日、クランクアウトは11月13日 。フローリーはちょっとの間撮影から離れたがすぐに戻ってきた。追加ダイアローグにジョン・ヒューストンの名前がクレジットされている。ヒューストンはこの時期、ユニバーサルの文芸部で働いていた。「ポーの散文のスタイルを台詞に加味したんだが、監督と助監督に書き直された。その結果、19世紀の文語体と現代口語体が入り混じったおかしなものになってしまった」。
『フランケンシュタイン』が興行的に成功したので、12月になってユニバーサルを製作費を186,090ドルに増額、7日かけて撮り直しと追加撮影を行った。それに伴い編集で前半部のシーンの順番を入れ替えた。

## 公開
公開は1932年2月21日。アメリカ合衆国の検閲により売春婦が実験室で刺されて殺されるシーンがカットされた。他にも、見世物のダンスシーン、人間は猿から進化した云々のくだりがカットされた。アメリカン・フィルム・インスティチュート（AFI）によると、上映時間を75分とする資料もあるが、現在のところその版は見つかっておらず、ほとんどの資料は62分としている。

## 反応
『ニューヨーク・タイムズ』紙のアンドレ・センウォルドは恐怖を盛り上げるのに熱心すぎるのと俳優のオーバーアクトに辟易させられたと書いている。『バラエティ』誌は「シドニー・フォックスがアンジェーヌ役を誇張しすぎるので観客は恐怖を感じることができなかった」と評した。『ナショナル・ボード・オブ・レビュー・マガジン』誌は「話は飽きずに見れるが、役者の演技は大したことなく、ポー作品から期待される恐怖はあまりない」。『デイリーニューズ』紙のケイト・キャメロンはラストシーンは評価しつつも「不自然なストーリー」と評した。
好意的なレビューもある。『The Hollywood Herald』のビル・スウィガートは「当時の時代背景と調和した美しさが高く称賛されるだろう」と絶賛した。また、『ワシントン・ポスト』紙もルゴシを新しいスリルを創造した偉大なスターと評価した。
この映画でキャリアップすることを望んでいた監督のフローリーは、悪役がもう少しうまく書けていればもっと良くなっただろうと述べている。フローリーはこの映画の公開後、ユニバーサルからワーナー・ブラザースに移ると、年4、5本のペースで仕事をした。
一方でレオン・エイムズはこの映画が嫌いで、『Famous Monsters of Filmland』誌のインタビューで、「今でもテレビ放映で私を悩ませるひどい映画」と語っている。